# 先端エコフィッティング技術研究開発センター
先端エコフィッティング技術研究開発センター（せんたんエコフィッティングぎじゅつけんきゅうかいはつセンター）は九州工業大学の教育研究施設。レアメタルなど希少材料の不使用化」「低エネルギー化」「環境低負荷化」などを研究成果により実現し、技術の付加価値を高めることを目的とし、研究課題に取り組んでいる。

## 所在地
- 北九州市若松区ひびきの2-4 北九州学術研究都市